# おれは非情勤
『おれは非情勤』（おれはひじょうきん）は、東野圭吾の連作短編推理小説集。学研の小学生向け学習雑誌『5年の学習』『6年の学習』に1997年から1999年にかけて連載され、大幅加筆の上で2003年5月に集英社文庫から刊行された。
『学習・科学5年の読み物特集〈下〉』『学習・科学6年の読み物特集〈上〉』（学研）に掲載された「放火魔をさがせ」「幽霊からの電話」の2編のジュブナイル短編も収録している。

## あらすじ
ミステリー作家をめざす非常勤講師の「おれ」は、赴任して2日目の小学校で起こる盗難・いじめ・脅迫・毒殺未遂などの様々な怪事件を解決するため、推理を展開する羽目になる……。